# Phyang
El Gompa de Phyang també és conegut com a Gompa Gouon. Està situat a la part superior del poblet de Chhiwang, a uns 17 km a l'oest de Leh, en una vall a la riba dreta de l'Indus, a Ladakh. Hom diu que el monestir fou aixecat el 1530 per desig del rei Tashi Namgyal, el fundador de la dinastia, després d'una victòria militar. També s'atribueix la fundació al seu fill Jamyang Namgyal. Hi ha una tradició que diu que el rei patia de lepra i no podia trobar cap remei que el guarís. Un oracle li va indicar que calia enviar missatgers al Tibet a cercar un conegut lama. Així es va fer i el rei va quedar curat.
En aquesta època aquest centre religiós es va omplir de belles estàtues, thangkes y còpies del Kangyur i del Tengyur, sagrades escriptures que encara es conserven a Phyang.

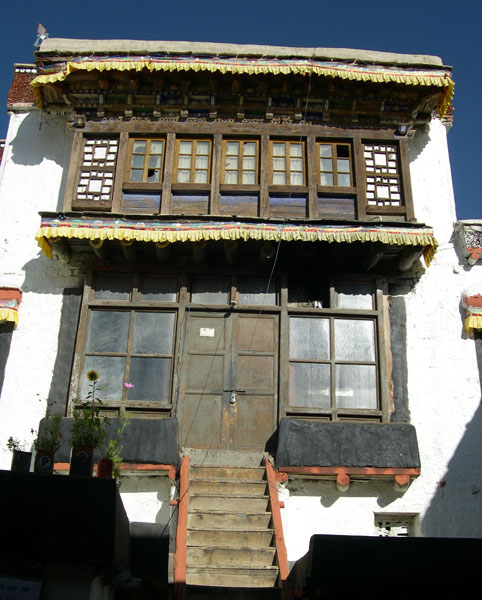
Façana d'una capella del monestir

El monestir es desenvolupa al voltant del pati, per una curta escala s'arriba al Tsogkhang (Temple Vell), una de les tres sales més importants del complex, l'antiga sala d'assemblees. La imatge central d'aquesta sala és la d'Amitabha, a la seva esquerra les d'Avalokitesvara, amb 1.000 braços, símbol de la seva força, a més de diversos lames de la congregació "Kagyü", de "birrets vermells". A la dreta de l'estàtua central veiem les imatges de Tilopa (988-1069), un dels fundadors de la secta, i de Maitreya. Hi ha, a més altres imatges: Shakiamuni, Vairocana i Maitreya. Els murs són decorats amb pintures murals. Aquí es guarda el gran thangka que només es desplega pel festival de Phyang, a l'agost. Aquesta peça és nova, es va consagrar el 1991, ja que el primitiu, dedicat a Tsongkhapa es va perdre en una invasió a mitjan segle xix.

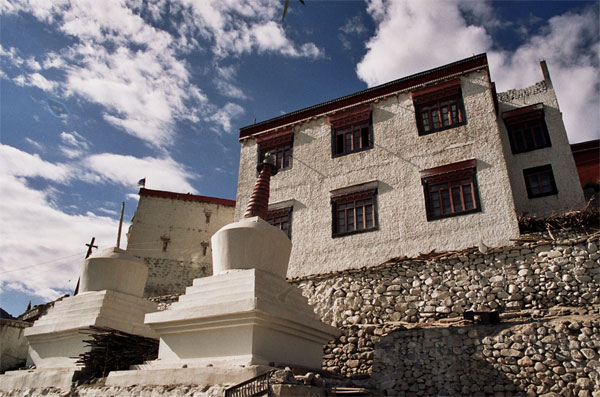
Gompa de Phyang

Una altra dependència interessant és el Gonkhang (Temple dels Protectors), dedicat a Mahakakala, un ferotge guarda. Els rostres de les divinitats d'aquesta sala estan coberts per una tela, i es mostren també els dies del festival. A la sala es conserven armes d'època mogol, record d'una batalla, amb victòria de Ladakh, que es veu que es va desenvolupar en aquest mateix lloc
El Nou Dukhang, de menor interès, va ser bastit per Damchos Gyurmed, la 31a reencarnació i predecessor del lama actual, que té aquí el seu tron. La sala està també atapeïda d'imatges diverses. El monestir es va renovar el 1975, té un centenar de monjos.

## Bibliografia

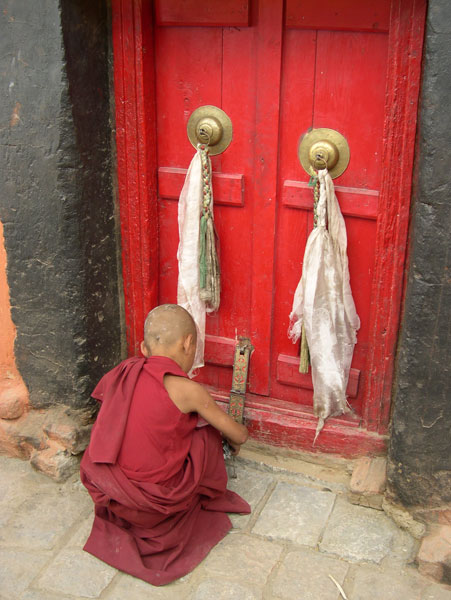
Gompa de Phyang